# Wilfrid Wilson Gibson
Wilfrid Wilson Gibson (Hexham, Northumberland, 2 de octubre de 1878 - 26 de mayo de 1962) fue un poeta británico, uno de los de la Primera Guerra Mundial. 

## Biobibliografía
Hijo de un farmacéutico, empezó a escribir poemas en 1897 y su primer título fue Mountain Lovers (1902); al fallecer su padre, marchó a Londres, donde se ganó la vida un tiempo como trabajador social; publicó diversos poemas en revistas y los poemarios Stonefolds, On The Threshold en 1907 y The Web of Life en 1908. Se acercó al teatro con la pieza Daily Bread, representada en 1910. 
Se le suele relacionar con Wordsworth, porque canta preferentemente las vidas humildes de los pobres de la campiña y las ciudades industriales, y su forma es sencilla, casi pedestre. Son temas habituales la pobreza y la pasión en medio de los paisajes salvajes de Northumberland. Otros se dedican a los pescadores, obreros y mineros, a menudo refiriéndose a baladas locales y a la rica herencia lírica del nordeste. 
Fue un protegido de sir Edward Marsh y amigo de los poetas Rupert Brooke, Lascelles Abercrombie y Walter de la Mare, y trató también al norteamericano Robert Frost. Formó parte de la antología Poesía georgiana, siendo el más triste de los antologados.
Durante los primeros tiempos del primer conflicto bélico mundial, sirvió en la infantería del frente occidental y escribió una obra irónica muy representativa del punto de vista del soldado ordinario. Después del armisticio siguió escribiendo lírica y teatro. Publicó Collected Poems: 1905-1925 en 1926, The Island Stag en 1927 y Within Four Walls en 1950.